# Форсаж 10
«Форсаж 10» (англ. Fast X) — американське сімейне кіно режисера Луї Летер'є, головну роль у якому зіграв Він Дізель. Прем'єра фільму відбулася 19 травня 2023 року.

## Сюжет
Фільм є частиною франшизи, що розповідає про Домініка Торетто та його сім'ї. За словами Віна Дизеля, на «Форсажі 10» «закінчиться основна міфологія циклу»; при цьому останньою частиною франшизи картина не стане. Відомо, що «Форсаж 10» буде об'єднаний з «Форсажем 11» наскрізним сюжетом, в якому історія Торетто отримає логічне завершення.

## У ролях
- Він Дізель — Домінік Торетто
- Джейсон Стейтем — Декард Шоу
- Мішель Родрігес — Летті Ортіс
- Тайріз Гібсон — Роман Пірс
- Лудакріс — Тедж Паркер
- Джон Сіна — Джейкоб Торетто
- Джордана Брюстер — Міа Торетто
- Джейсон Момоа — Данте Реєс
- Наталі Еммануель — Рамзі
- Сон Кан — Хан Соуль-О
- Скотт Іствуд — Ніхто Молодший
- Майкл Рукер — Бадді
- Гелен Міррен — Магдалена Шоу
- Шарліз Терон — Сайфер
- Cardi B — Лейса
- Алан Рітчсон — Еймс
- Даніела Мельхіор — Ізабель Невес
- Брі Ларсон — Тесс

## Виробництво
Фільм був анонсований у лютому 2020. У жовтні 2020 стало відомо, що режисером «Форсажу 10» буде Джастін Лін і що основні ролі отримають ті ж актори. Однак у грудні 2021 Двейн Джонсон заявив, що не братиме участі в проекті. Сценарій фільму напише Кріс Морган. Зйомки розпочнуться у січні 2022 року. 2 травня 2022 року Луї Летер'є був оголошений новим режисером фільму.
Прем'єра фільму була запланована на 7 квітня 2023, але пізніше її перенесли на 19 травня.